# 米羅斯拉夫·格拉迪納羅夫
米羅斯拉夫·格拉迪納羅夫（1985年2月10日—）是一位保加利亞排球運動員。他是保加利亞國家排球隊的一員，代表保加利亞參加了2015年歐洲排球錦標賽。